# Nickname: Enigmista
Nickname: Enigmista (Cry_Wolf) è un film del 2005 diretto da Jeff Wadlow.

## Trama
Owen Matthews viene coinvolto dalla compagna di classe Dodger, affascinante ragazza che ha una relazione segreta con l'insegnante di giornalismo, in un gioco di ruolo che coinvolge l'intera scuola. Sulla base della recente morte di una studentessa di nome Becky, Dodger e alcuni suoi amici fanno girare una email per convincere gli altri studenti che ci sia un serial killer a piede libero. Il confine tra finzione e realtà inizierà gradualmente ad assottigliarsi, e quando le persone coinvolte nel gioco cominceranno a sparire, Owen finirà per convincersi dell'esistenza di un vero killer a piede libero per la scuola. Dopo aver visto dalla finestra Dodger cadere per mano del killer misterioso, Owen sparerà all'insegnante di giornalismo, il signor Walker, vestito in modo simile, solo per vedere i suoi compagni di classe scomparsi entrare di corsa dalla porta vivi e vegeti, rivelando che si era trattato solo di uno scherzo. Owen viene arrestato con l'accusa di omicidio, ma visto che nel cassetto del professore viene trovata la pistola con cui era stata uccisa Becky, gli viene assicurato che ci saranno poche conseguenze. Dodger va a trovarlo, dicendogli che se avesse saputo di Walker e Becky, non avrebbe mai avuto una relazione con lui. Owen comprende allora che era stata Dodger a uccidere Becky e che aveva organizzato il gioco al solo scopo di far uccidere Walker, per poi far ricadere tutte le colpe su di lui.

## Uscite internazionali
- Uscita negli  USA: 16 settembre 2005
- Uscita in  Germania: 8 dicembre 2005
- Uscita in  Spagna: 26 gennaio 2007
- Uscita in  Francia: 3 febbraio 2007
- Uscita in  Italia: 25 novembre 2005